# Ussogorsk
Ussogorsk - Усогорск (rus) és un possiólok rus del districte Udorsky a la República de Komi situada a la confluència dels rius Us i Mezén. Al cens del 2010, la seva població era de 5.343 habitants.

## Història
El desembre de 1967 es va signar un acord entre els governs de la Unió Soviètica i la República Popular de Bulgària per collir fusta soviètica per a les necessitats de l'economia búlgara. Dos mesos després, un equip de constructors búlgars va arribar al districte d'Udorsky i va començar a construir la primera de les tres empreses forestals previstes. Després de diversos anys de treball, tres localitats (Usogorsk, Blagoyevo i Mezhdurechensk) servien les operacions de tala desenvolupades a la zona. L'estatus d'assentament de tipus urbà es va concedir a Usogorsk el 1971.

## Estatus administratiu i municipal
En el marc de les divisions administratives, l'assentament de tipus urbà d'Usogorsk, juntament amb tres localitats rurals, s'incorpora al districte d'Udorsky com a Assentament de tipus urbà administratiu d'assentament de tipus urbà d'Usogorsk (una divisió administrativa del districte). Com a divisió municipal, el territori administratiu d'assentament urbà d'Usogorsk s'incorpora al districte municipal d' Udorsky com a assentament urbà d'Usogorsk.